# Heinrich Seuse
Henrich Seuse, també anomenat Amandus, nom que va adoptar en els seus escrits, o en la seva forma llatinitzada Henricus Suso (Überlingen, 21 de març de 1300 - Ulm, 25 de gener de 1366) fou un frare dominic, pensador, teòleg i místic alemany. És venerat com a beat per l'Església católica. La seva obra literària i de devoció fou molt popular durant l'Edat mitjana.

## Biografia
Heinrich Seuse va néixer a Überlingen, a la riba del llac de Constança en 1300. Era fill del senyor de Berg, però adoptà el cognom de la mare, provinent de Süs. Als tretze anys entrà a estudiar al convent de l'orde dominic de Constança (Alemanya), on farà estudis filosòfics i teològics. Entre 1324 i 1327 fa un altre curs de teologia al studium generale dominic de Colònia (Alemanya), on va tenir com a professor Eckhart von Hochheim, "el Mestre", i probablement amb Johannes Tauler com a company: tots tres formen el nucli de l'anomenada Escola Renana de Mística.
De nou a Constança, fou nomenat lector, fins al 1329-1334. En 1334, comença a predicar, tasca en la qual fou molt apreciat. Predicà a ciutats de Suàbia, Suïssa, Alsàcia i els Països Baixos; el seu apostolat, però, no era a les masses, sinó més aviat a individus i grups petits, als que feia de director espiritual. En 1343 és elegit prior, probablement de Diessenhofen. Cinc anys més tard és enviat de Constança a Ulm, on restarà fins a la mort.
La seva activitat com a místic comença cap al 1318, quan deixa els mals hàbits que havia tingut i es proposa ésser "el servidor de l'Eterna Saviesa", que identifica amb l'essència divina i amb la seva encarnació en l'home. Des de llavors, l'amor per la saviesa dominarà els seus escrits i accions. Tenia episodis místics com visions, èxtasis, etc., i feia freqüents penitències.
Treballà per restaurar la disciplina religiosa en els convents, precedint moviments posteriors en aquesta línia, com els Amics de Déu. Fou influent particularment en convents de monges, com el de Katharinental, que donà importants fruits místics en els segles XIII-XIV, i de Töss, on visqué la mística Elisabeth Stagel i amb qui mantingué una abundant correspondència.

## Obra escrita

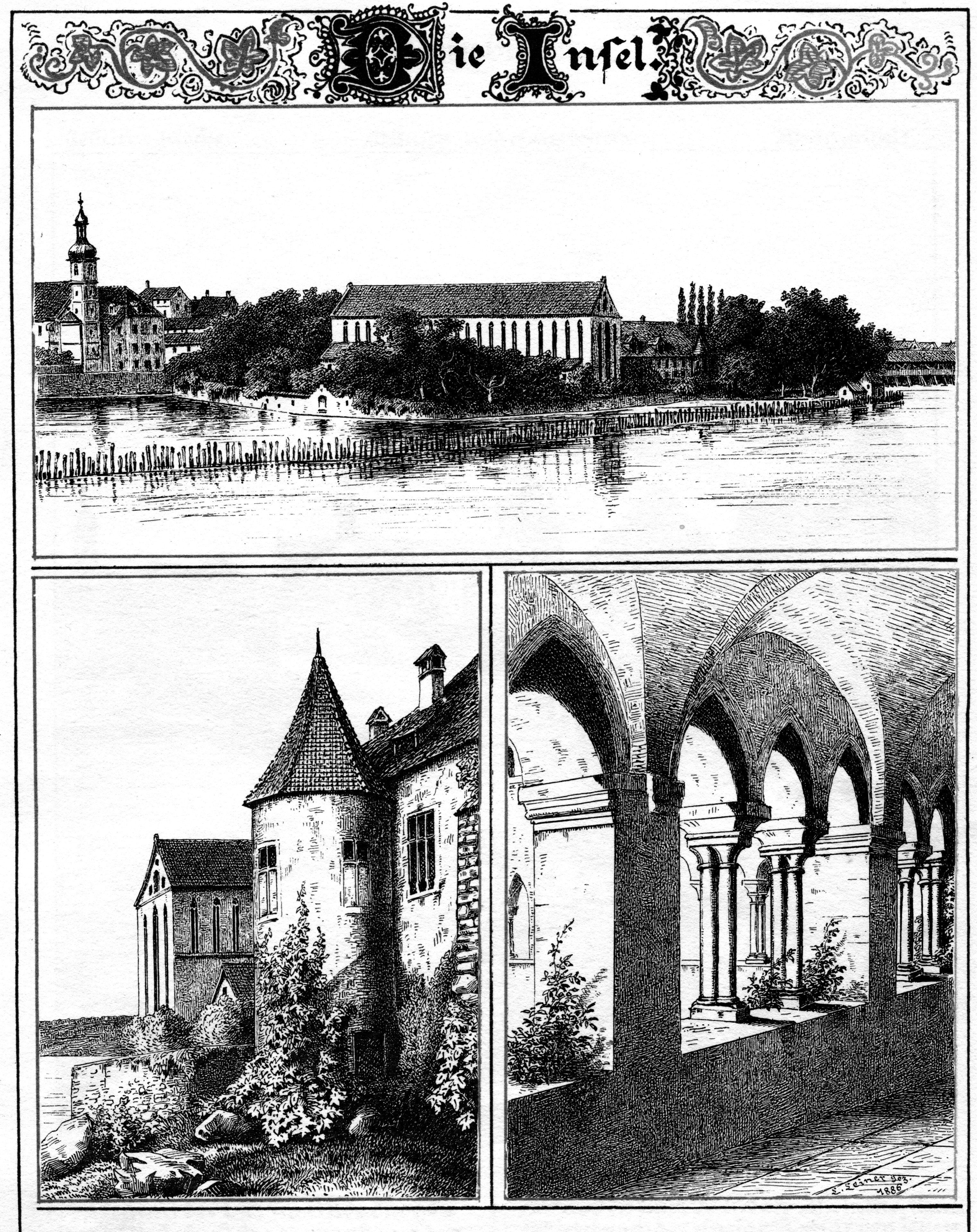
Convent dominic de Constança.

La primera obra que se'n conserva és Büchlein der Wahrheit (Llibret de la veritat), escrit a Colònia quan era estudiant. No fou ben rebuda, per la seva relació estreta amb Eckhart, que llavors havia estat acusat de postures poc ortodoxes. El llibre fou escrit com a resposta al panteisme de la doctrina dels begards, i contra els ensenyaments llibertins dels Germans del Lliure Esperit.
La següent obra, Das Büchlein der ewigen Weisheit (El llibret de la saviesa eterna, 1327-1328) tracta els aspectes pràctics del misticisme i de la plenitud del seu cor, adreçant-se als "homes simples que encara tenen imperfeccions que han d'erradicar". És un llibre de gran bellesa formal i espiritual, i molts crítics el posen immediatament darrere, només, de les Homilies de Bernat de Claravall i la Imitatio Christi de Tomàs de Kempis. Fou el llibre devocional més llegit a l'Alemanya dels segles XIV-XV.
En 1334, Seuse va traduir aquesta obra al llatí, però afegint-hi nous textos i refent-la, de manera que en resultà una obra diferent i nova, titulada Horologium Sapientiae (Rellotge de la saviesa), que ha estat qualificada com el fruit més rellevant de la mística germànica. Mës elevat que l'original, més ric des del punt de vista literari, fou molt llegit no només a Alemanya, sinó també als Països Baixos, França, Anglaterra i Itàlia.
A Ulm, escrigué una autobiografia espiritual: la Vita o Leben Seuses, a més de revisar el Büchlein der Wahrheit i el Büchlein der ewigen Weisheit. Totes elles, amb onze cartes (les Briefbüchlein) i un pròleg, s'aplegaren en un llibre anomenat Exemplar Seuses. A més, se'n conserven cinc sermons i 28 cartes més (Grosses Briefbuch).
La seva obra és altament poètica, i s'inscriu al moviment poètic místic dels "Minnesinger de l'amor de Déu", considerant-se com un poeta en prosa. Escriu en un ric alamànic, amb gran destresa, i és un dels models de la prosa moderna alemanya.
Malgrat certa innovació, la fe de Seuse és purament medieval, inspirada per l'idealisme de l'edat de la cavalleria; manca en l'obra de Seuse l'individualisme, la pronfunditat filosòfica i l'anticlericalisme que caracteritzà el misticisme posterior i que conduí a la reforma protestant. En els seus escrits mai no es troba cap ombra de pensament contrari a la doctrina. Influí sobre altres autors espirituals com Kempis o Pere Canisi.

## Veneració
Fou sebollit al convent dominic d'Ulm. La seva despulla fou retrobada en 1613 en fer unes obres al convent, abandonat llavors. Encara era incorrupte i vestia l'hàbit de l'orde. Assabentat el batlle, protestant, manà que es tornés a la tomba i es deixés descansar en pau; no obstant això, un devot en tragué part de l'hàbit i en distribuí fragments com a relíquies entre alguns catòlics. Un d'ells anà a mans de Henry Murer, que en donà notícia del descobriment a Helvetia Sancta. En 1648, durant l'ocupació francesa de la ciutat, es feren excavacions per trobar les restes, però sense èxit.
Formalment, no ha estat beatificat, però Gregori XVI, el 16 d'abril de 1831, en decretà la seva festivitat al si de l'orde dominic, el 2 de març. Posteriorment, els dominics el celebraren el 23 de gener, i avui el 25 de gener.

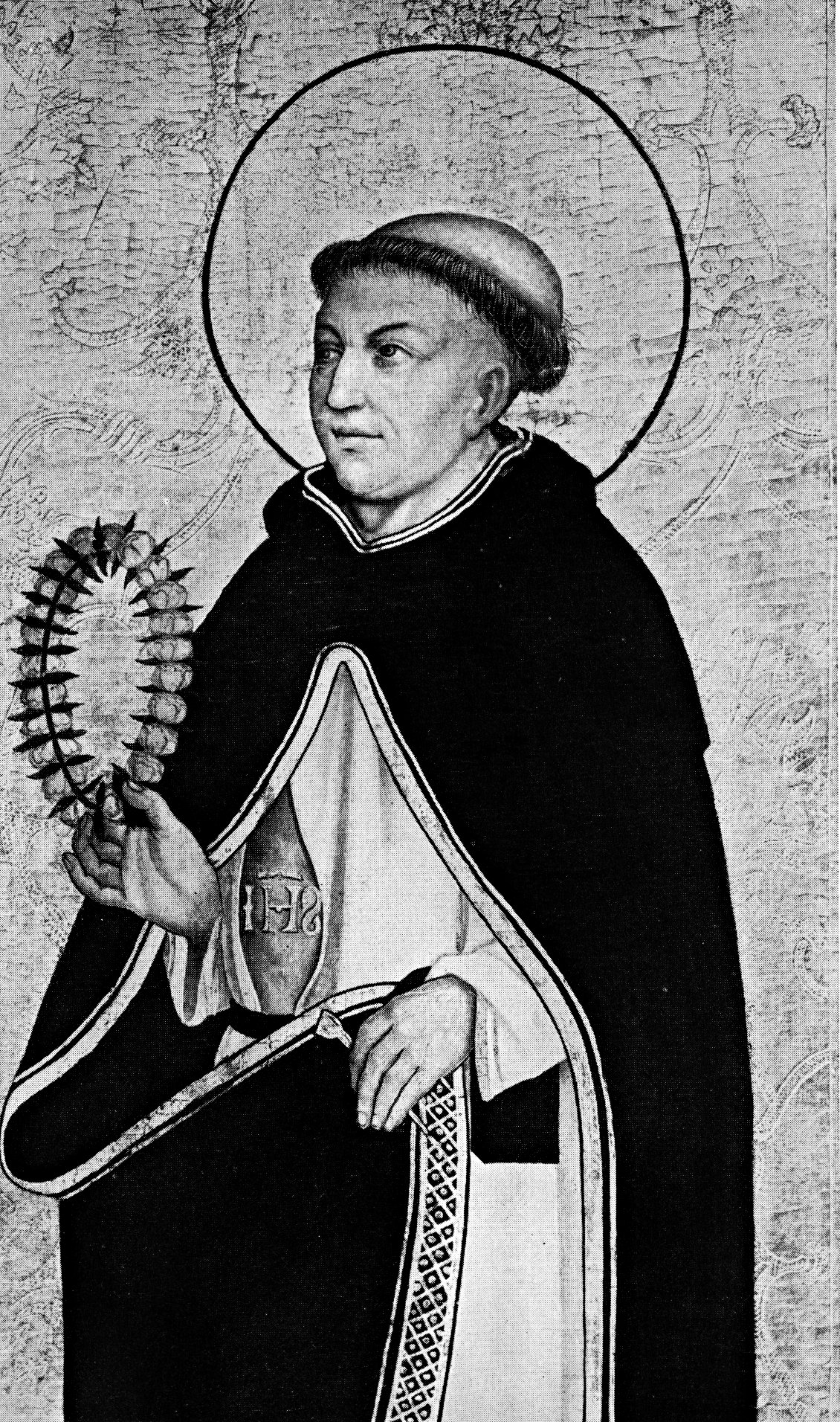
Pintura del s. XV
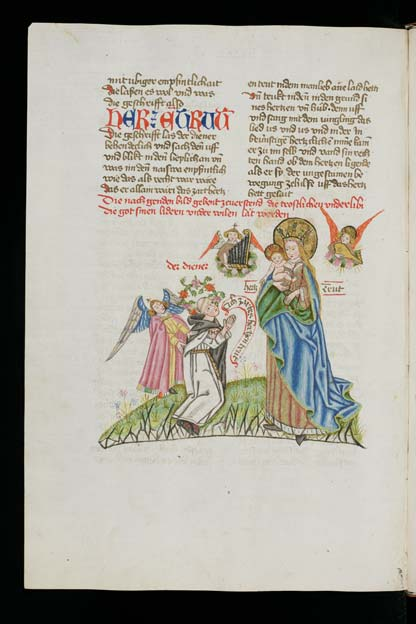
Miniatura, 1510, amb el dominic pregant a Maria (Sankt Gallen, Stiftsbibliothek)
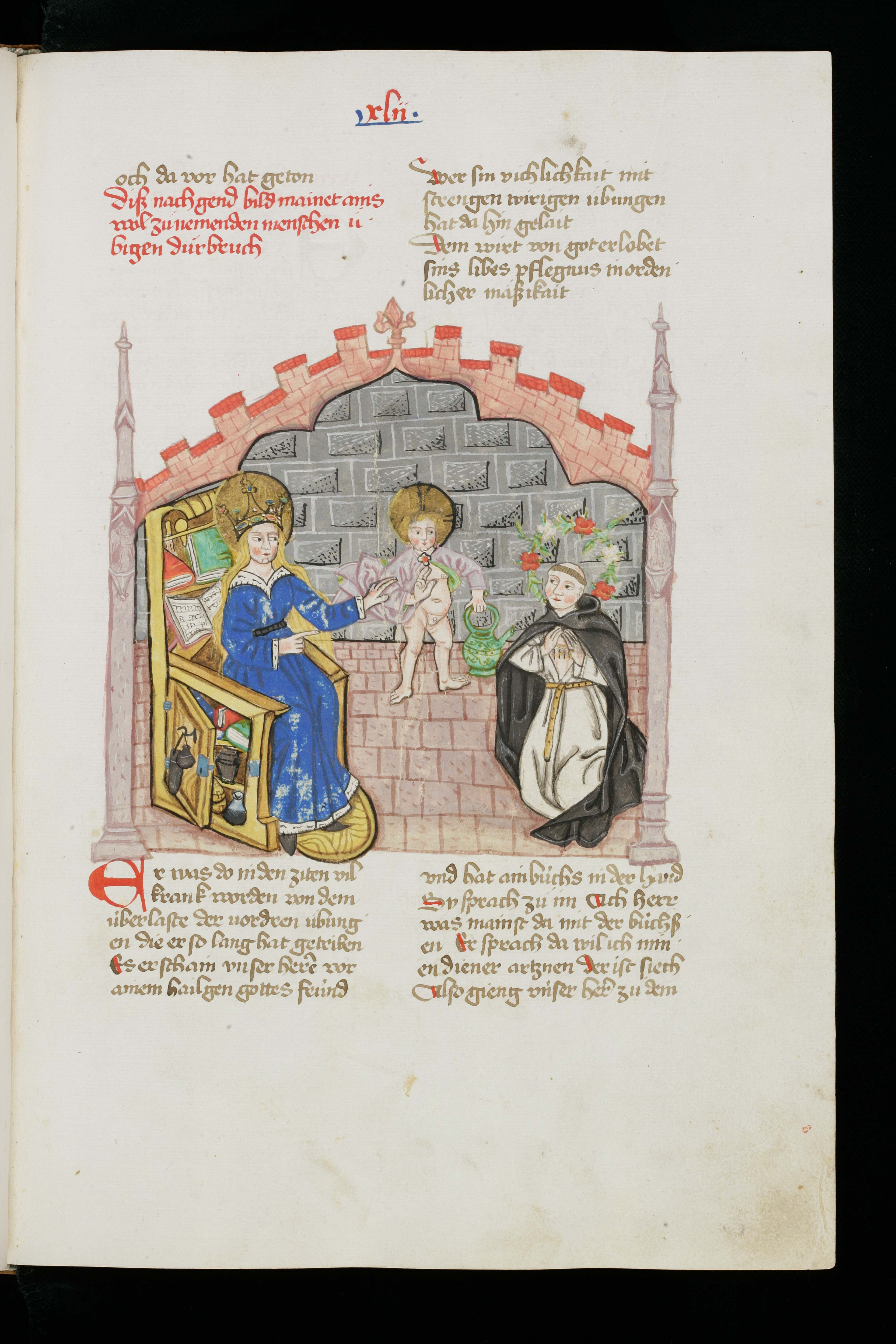
Miniatura amb el dominic pregant a Maria (Einsiedeln, Stiftsbibliothek)
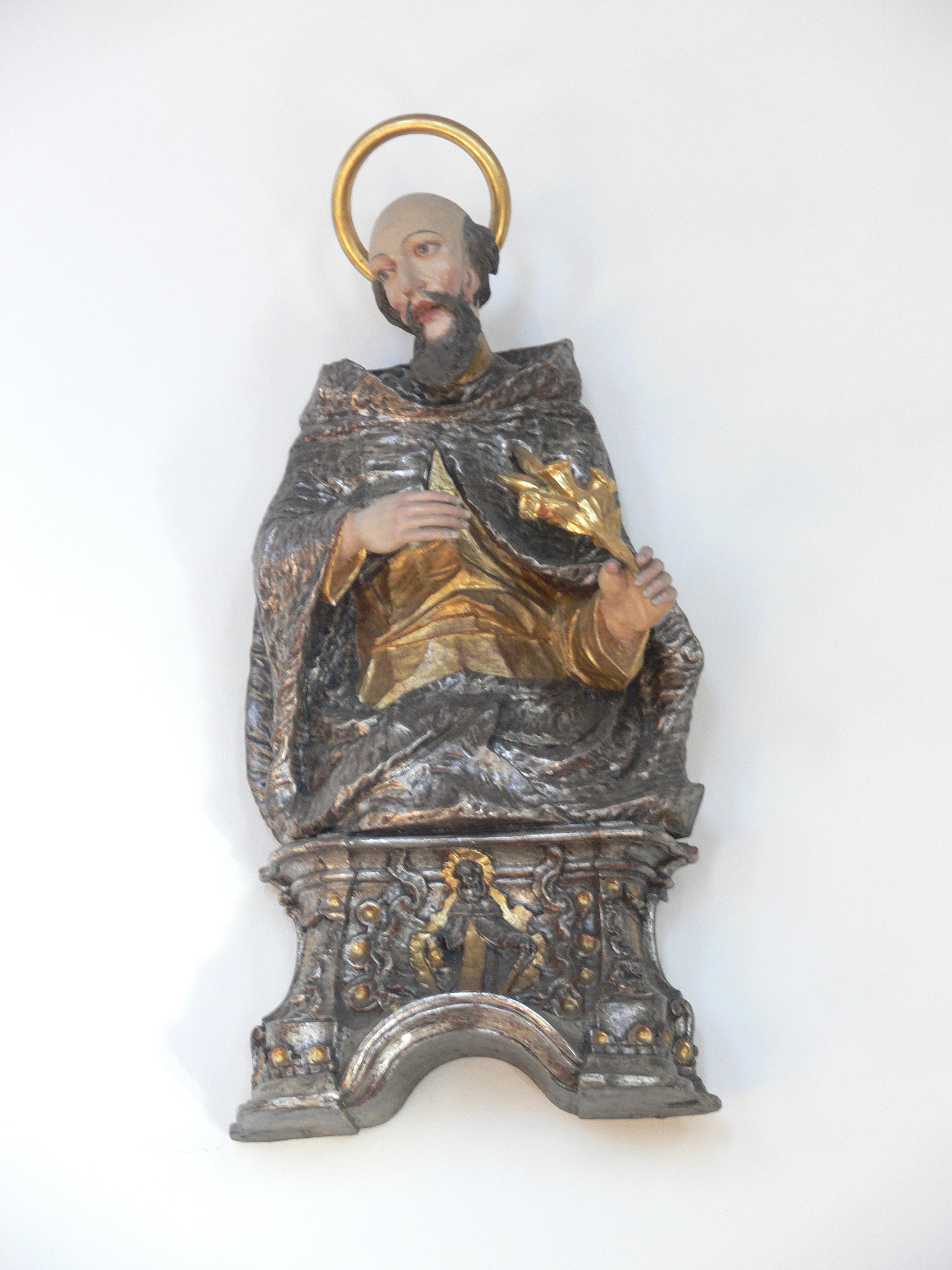
Imatge a la Wallfahrtskirche Zu unserer lieben Frau, Mariabrunn
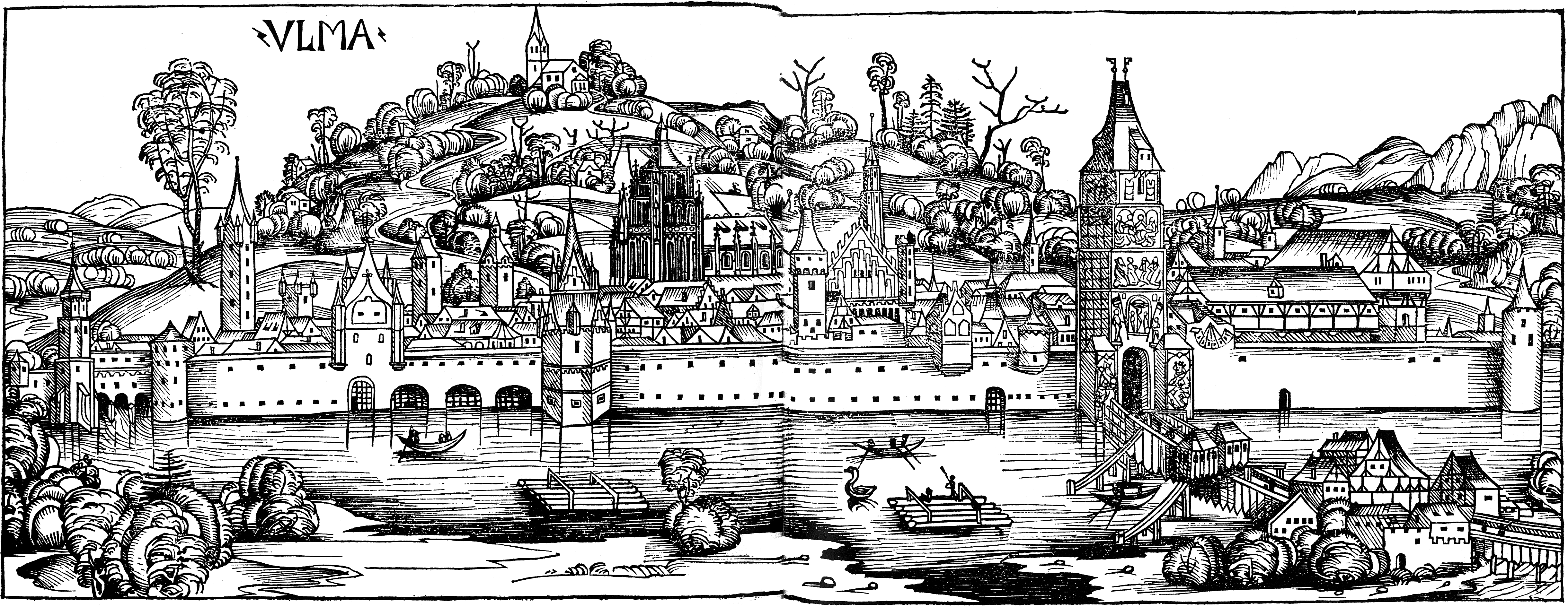
Ulm en 1489, gravat de la Crònica de Nuremberg